# Álftafjörður (Austfirðir)
Der Álftafjörður (dt. „Schwanenfjord“) ist ein Fjord im Südosten Islands.
Er liegt zwischen der Bucht Lón und dem Hamarsfjörður. In der Gegend findet man tatsächlich viele Schwäne – allerdings öfter im benachbarten Hamarsfjörður als im eigentlichen Schwanenfjord.

## Charakteristika
Da der Fjord ziemlich flach ist, liegt bei Ebbe ein großer Teil trocken. Außerdem wird er wegen der Ablagerungen, die die beiden Flüsse Hofsár und Geithellnaár in ihn eintragen, stetig kleiner. Manche bezeichnen den Álftafjörður auch als Lagune, weil ihm vorgelagert eine schmale Sandbank liegt, die Starmýrartangi heißt und bei hohem Wellengang und Wasserstand überspült wird.

## Geologie
Es handelt sich beim Fjord um die großenteils mit Meerwasser gefüllte Caldera des erloschenen Álftafjörðurvulkans. Die umliegenden Berge bestehen oft aus Rhyolith wegen des nach dem Fjord benannten, großen Zentralvulkans, der dort vor ca. 7 Millionen Jahren aktiv war.

## Ehemalige Landgemeinde
Landeinwärts vom Fjord Álftafjörður liegt die ebenso genannte ehemals eigenständige Landgemeinde. Dort befindet sich viel fruchtbares Unterland und kleine Wälder liegen in den Seitentälern der Berge.

## Inseln
Einige Inseln befinden sich im Fjord und werden zur Weide und Eiderdaunenentnahme genutzt.

## Ortschaften und Höfe
Auf dem Gehöft Hof am Fjord Álftafjörður befindet sich die 1896 erbaute Holzkirche Hofskirkja í Álftafirði. Bereits lange vor der Reformation stand hier eine Kirche, die der hl. Maria geweiht war. Das Retabel von 1861 wurde von dem dänischen Maler Carl Fiebig (1812–1874) gestaltet und stellt die Kreuzigung Jesu dar, und das Taufbecken von 1969 wurde von dem isländischen Bildhauer Ríkarður Rebekk Jónsson (1888–1977) angefertigt. Das Kirchenschiff ist 8,78 m lang und 4,99 m breit, während der Turm eine fast quadratische Grundfläche von 2,11–2,20 m aufweist. Er wurde 1907 nachträglich angefügt und 1954 erhöht.  1969 wurde die Kirche, die bereits um 1200 urkundlich erwähnt wurde, renoviert, und 1996 wurde auch der umliegende Friedhof instand gesetzt.